# شوني (أوكلاهوما)
شوني (بالإنجليزية: Shawnee, Oklahoma)‏ هي مدينة تقع بولاية أوكلاهوما في الولايات المتحدة. تبلغ مساحة هذه المدينة 115.7 (كم²)، وترتفع عن سطح البحر 323 م، بلغ عدد سكانها 29857 نسمة في عام 2010 حسب إحصاء مكتب تعداد الولايات المتحدة.

## التركيبة السكانية
حدّد مكتب تعداد الولايات المتحدة بيانات التركيبة السكانية لشوني في تعداد الولايات المتحدة. في ما يلي، التركيبة السكانية حسب تعدادي 2000 و2010.

### تعداد عام 2000
بلغ عدد سكان شوني 28,692 نسمة بحسب تعداد عام 2000، وبلغ عدد الأسر 11,311 أسرة وعدد العائلات 7,306 عائلة مقيمة في المدينة. في حين سجلت الكثافة السكانية 241.3 نسمة لكل كيلومتر مربع (625.0/ميل2). وبلغ عدد الوحدات السكنية 12,651 وحدة بمتوسط كثافة قدره 106.4 لكل كيلومتر مربع (275.6/ميل2).
وتوزع التركيب العرقي للمدينة بنسبة 77.03% من البيض و4.06% من الأمريكيين الأفارقة و12.82% من الأمريكيين الأصليين و0.95% من الأمريكيين ذوي الأصول الآسيوية و0.05% من سكان جزر المحيط الهادئ و0.72% من الأعراق الأخرى و4.37% من عرقين مختلطين أو أكثر و2.72% من الهسبانيون أو اللاتينيون من أي عرق.
بلغ عدد الأسر 11,311 أسرة كانت نسبة 33.4% منها لديها أطفال تحت سن الثامنة عشر تعيش معهم، وبلغت نسبة الأزواج القاطنين مع بعضهم البعض 46.2% من أصل المجموع الكلي للأسر، ونسبة 14.4% من الأسر كان لديها معيلات من الإناث دون وجود شريك،  بينما كانت نسبة 4% من الأسر لديها معيلون من الذكور دون وجود شريكة وكانت نسبة 35.4% من غير العائلات. تألفت نسبة 30.4% من أصل جميع الأسر من عدة أفراد يعيشون في نفس المنزل ونسبة 13.3% كانت تتألف من شخص يعيش بمفرده يبلغ من العمر 65 عاماً أو أكثر. وبلغ متوسط حجم الأسرة المعيشية 2.38، أما متوسط حجم العائلات فبلغ 2.96.
بلغ العمر الوسطي للسكان 33.3 عاماً. وكانت نسبة 24.2% من القاطنين تحت سن الثامنة عشر، وكانت نسبة 10.7% بين الثامنة عشر والرابعة والعشرين عاماً، ونسبة 25.2% كانت واقعةً في الفئة العمرية ما بين الخامسة والعشرين والرابعة والأربعين عاماً، ونسبة 19.4% كانت ما بين الخامسة والأربعين والرابعة والستين، ونسبة 14.3% كانت ضمن فئة الخامسة والستين عاماً فما فوق. يوجد لكل 100 أنثى 89.6 ذكر، ويوجد لكل 100 أنثى في الثامنة عشر من عمرها فما فوق 85.0 ذكر.
بلغ متوسط دخل الأسرة في المدينة 27,659 دولارًا، أما متوسط دخل العائلة فبلغ 35,690 دولارًا. وكان متوسط دخل الذكور 29,792 دولارًا مقابل 20,768 دولارًا للإناث. وسجل دخل الفرد الخاص بالمدينة 15,676 دولارًا. وكانت نسبة 13.8% من العائلات ونسبة 17.8% من السكان تحت خط الفقر، وكان من هؤلاء نسبة 24.6% تحت سن الثامنة عشر ونسبة 11.2% في الخامسة والستين من العمر وما فوق.

### تعداد عام 2010
بلغ عدد سكان شوني 29,857 نسمة بحسب تعداد عام 2010، وبلغ عدد الأسر 11,619 أسرة وعدد العائلات 7,376 عائلة مقيمة في المدينة. في حين سجلت الكثافة السكانية 251 نسمة لكل كيلومتر مربع (650.1/ميل2). وبلغ عدد الوحدات السكنية 13,205 وحدة بمتوسط كثافة قدره 111 لكل كيلومتر مربع (287.5/ميل2).
وتوزع التركيب العرقي للمدينة بنسبة 73.10% من البيض و4.22% من الأمريكيين الأفارقة و14.15% من الأمريكيين الأصليين و0.80% من الأمريكيين ذوي الأصول الآسيوية و0.04% من سكان جزر المحيط الهادئ و1.27% من الأعراق الأخرى و6.42% من عرقين مختلطين أو أكثر و5.10% من الهسبانيون أو اللاتينيون من أي عرق.
بلغ عدد الأسر 11,619 أسرة كانت نسبة 32.4% منها لديها أطفال تحت سن الثامنة عشر تعيش معهم، وبلغت نسبة الأزواج القاطنين مع بعضهم البعض 42.3% من أصل المجموع الكلي للأسر، ونسبة 16% من الأسر كان لديها معيلات من الإناث دون وجود شريك،  بينما كانت نسبة 5.2% من الأسر لديها معيلون من الذكور دون وجود شريكة وكانت نسبة 36.5% من غير العائلات. تألفت نسبة 30.7% من أصل جميع الأسر من عدة أفراد يعيشون في نفس المنزل ونسبة 11.5% كانت تتألف من شخص يعيش بمفرده يبلغ من العمر 65 عاماً أو أكثر. وبلغ متوسط حجم الأسرة المعيشية 2.43، أما متوسط حجم العائلات فبلغ 3.01.
بلغ العمر الوسطي للسكان 33.9 عاماً. وكانت نسبة 24.4% من القاطنين تحت سن الثامنة عشر، وكانت نسبة 13.7% بين الثامنة عشر والرابعة والعشرين عاماً، ونسبة 24% كانت واقعةً في الفئة العمرية ما بين الخامسة والعشرين والرابعة والأربعين عاماً، ونسبة 23.4% كانت ما بين الخامسة والأربعين والرابعة والستين، ونسبة 14.5% كانت ضمن فئة الخامسة والستين عاماً فما فوق. وتوزع التركيب الجنسي للسكان بنسبة 47.3% ذكور و52.7% إناث.

## أعلام
- براد بيت
- براد هنري
- ماكس ميلر
- تشارلي بيسلي
- تيم هولت
- جو كوب
- غاري هيل
- جوردن كوبر

## وصلات خارجية
- ShawneeOK.org
- The US50 - Cities and Towns in Oklahoma State